# Батальйонці

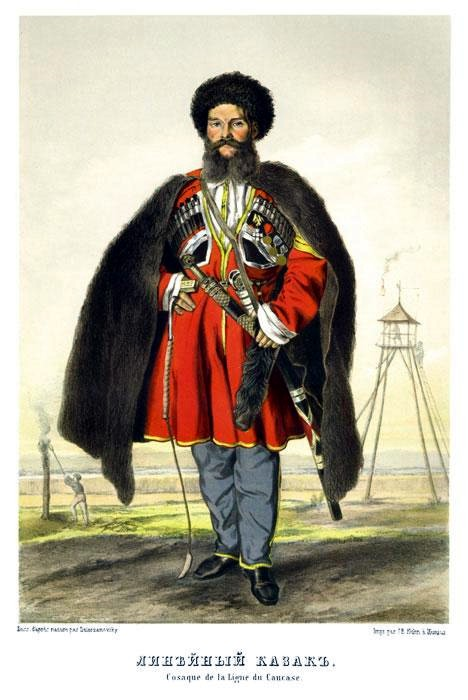
Лінійний козак, 1862

Батальйонці - так кінні козаки Чорноморського козачого війська називали з 1840-х років козаків піших батальйонів.
Шапсуги почали вживати вираз «салдус-козак» (солдат-козак), оскільки піші батальйони Чорноморського козачого війська організовувалися за взірцем лінійних батальйонів Окремого Кавказького корпусу.